# مقبره هشت‌گوش گیلان
مقبره هشت‌گوش گیلان (به آذربایجانی: Gilan türbəsi یا Səkkizbucaqlı Kiran türbəsi) بنایی تاریخی است که در دامنه تپه‌ای در منطقه اردوباد جمهوری خودمختار نخجوان و در محدوده یک آبادی به نا «خرابه‌گیلان» قرار دارد. این مقبره به‌طور اتفاقی در سال ۱۹۷۹ توسط مردم محلی کشف شد. برج بالایی مقبره تخریب شده، اما خود مقبره در وضعیت مناسبی قرار دارد.
این بنا سبک مکتب معماری نخجوان-مراغه از معماری ایرانی را بازتاب می‌دهد. بر اساس ویژگی‌های معماری و ساختاری، گمان می‌رود این مقبره در دهه ۸۰ قرن دوازدهم میلادی ساخته شده باشد.
مدارکی دال بر زمان دقیق ساخت مقبره وجود ندارد. با این حال، بر اساس ویژگی‌های معماری ذکرشده، می‌توان دوران ساخت مقبره گیلان را به قرن دوازدهم میلادی نسبت داد. سبک معماری این بنا با سبک معماری کلیساهایی که در قرن دوازدهم در مرکز اران ساخته شده‌اند، هم‌راستا است. نبود کتیبه نیز گمانه‌زنی‌ها دربارهٔ تاریخ ساخت این بنا را تأیید می‌کند.
مقبره هشت‌گوش گیلان به دلیل طراحی ورودی‌ها، جزئیات حجاری و تزئین گوشه‌ها، تقسیم‌بندی نمای خارجی به بلوک‌های جداگانه، و یکپارچگی ساختاری، شباهت‌های بسیاری با مقبره‌های یوسف بن قُصَیر و مؤمنه خاتون دارد. بر اساس این ویژگی‌ها، پژوهشگری به نام ب. ابراهیموف احتمال داده است که این مقبره نیز اثری از معمار برجسته، عجمی نخجوانی، باشد. اگر این فرض درست باشد، فاصله زمانی ۲۵ ساله بین ساخت آرامگاه‌های یوسف بن قصیر و مومنه خاتون در آثار این معمار منتفی می‌شود.
ترکیب کلی مقبره گیلان مشابه مقبره‌های قرن دوازدهم میلادی در مرکز اران، به‌ویژه مقبره گنبد قرمز است. این بنا با لایه‌هایی از تکه‌سنگ‌های شکسته از صخره‌های اطراف ساخته شده است. برخلاف فضای داخلی، نمای خارجی بنا به دقت و ظرافت ساخته شده است.
این بنا که امروزه به‌صورت ویرانه باقی مانده است، از سال ۱۹۸۰ تحت کاوش‌های باستان‌شناسی قرار گرفته است. این مقبره در دامنه تپه‌ای که چهارمین محله شهر گیلان نخجوان در آن قرار داشته، ساخته شده است. این اثر ابتدا توسط س.و. تر-آوتیسیان و سپس توسط و.م. سیسویف توصیف شده است.

## مشخصات معماری
نقشه داخلی مقبره هشت‌ضلعی و نمای بیرونی آن مستطیل‌شکل است. درون بنا، سکویی کم‌ارتفاع وجود دارد که با فضای داخلی هماهنگی ندارد. مقبره گیلان از مقبره‌های هشت‌ضلعی معماری قرون میانه که در ایران و قفقاز رایج هستند، متفاوت است. در مرکز پوشش داخلی مقبره، ستونی قارچ‌مانند که به سمت بالا گسترش می‌یابد، از مرکز بنا حمایت می‌کند. این ستون نیز در نقشه هشت‌ضلعی است.
در فضای داخلی، سقف و کف به‌طور کامل گچ‌کاری شده‌اند و همچنین فواصل بین سنگ‌های دیوار و ستون مرکزی با نوعی ملات سفید پر شده‌اند. برش‌های سنگی خاکستری تیره و زبری سطح، حالتی طبیعی و تزئینی ایجاد کرده‌اند. بیان هنری فضای داخلی بنا بر پایه خلوص و ساختار حجم‌ها استوار است.
در نمای خارجی، در لایه بالایی مقبره، یک بدنه مکعبی شکل قرار گرفته است. برج بالایی به‌طور کامل از آجر ساخته و با تزئینات هندسی آجری مزین شده بود. گوشه‌های بدنه با ستون‌های آجری استوانه‌ای پوشانده شده بودند که تنها بخش پایینی یکی از این ستون‌ها باقی مانده است. در تزئین این بنا، آجرهای لعاب‌دار آبی نیز به کار رفته‌اند.
مقبره هشت‌گوش گیلان به گروه مقبره‌های گنبددار مرکزی از نوع برج مانند تعلق دارد. این بنا از دو بخش تشکیل شده است: بخش بالایی هشت‌ضلعی که با آجرهای مربع‌شکل ساخته شده و بخش زیرزمینی که از بیرون مربعی و از داخل صلیبی‌شکل است. بخش بالایی بنا فقط در ضلع جنوب‌غربی تا ارتفاع ۰٫۸ متر باقی مانده است و سایر قسمت‌ها فرو ریخته و در اطراف پراکنده شده‌اند.

### تزئینات
ضخامت دیوارهای مقبره ۱٫۵ تا ۰٫۱۲ متر بوده و گوشه‌های هشت‌ضلعی ۴٫۷۲ تا ۴٫۷۸ متر طول دارند. فاصله بین گوشه‌های روبه‌رو نیز ۹ متر است. بر اساس بخش‌های باقی‌مانده از تزئینات و بلوک‌های ساختمانی کشف‌شده، ب. ابراهیموف معتقد است که گوشه‌های این مقبره با کاشی‌های هندسی مزین به نقوشی مشابه فرش پوشیده شده بودند.
تزئینات گوشه‌ها از نقوش هندسی شش‌ضلعی، هشت‌ضلعی و چهارضلعی تشکیل شده‌اند و در دو نوع کلی دسته‌بندی می‌شوند: در نوع اول، نقوش هر بلوک تکرار می‌شوند و در نوع دوم، چهار بلوک به‌صورت متقارن چیده شده و تنها با مشاهده کل مجموعه تصویر ایجاد می‌شود.
تزئینات نمای مقبره گیلان شباهت زیادی با مقبره یوسف بن قصیر دارد، اما بلوک‌های تزئینی مقبره گیلان سه برابر کوچک‌تر هستند. همچنین، انتقال از سطح صاف دیوار به گوشه‌ها در مقبره مومنه خاتون و گیلان به شکل مشابهی انجام شده است، با این تفاوت که گوشه‌های مقبره گیلان به صورت ستون‌های نیم‌دایره طراحی شده‌اند.
درِ ورودی مقبره در ضلع جنوبی قرار دارد. دو ستون که شبیه ستون‌های گوشه‌ای هستند، در دو طرف ورودی قرار گرفته‌اند. همانند سایر مقبره‌های برج‌مانند، فضای داخلی بخش بالایی بنا عملکرد خاصی نداشته است. از نظر طراحی و نقشه، ورودی مقبره گیلان شبیه به ورودی‌های دو مقبره دیگر ساخته‌شده توسط عجمی نخجوانی است.